# Тургеневка (Омская область)
Турге́невка — село в Калачинском районе Омской области России. Входит в состав Куликовского сельского поселения.

## История
Основано в 1895 году. В 1928 году деревня состояла из 257 хозяйств, основное население — украинцы. В административном отношении являлась центром Тургеневского сельсовета Калачинского района Омского округа Сибирского края.

## Население
| 2002 | 2010 |
| ---- | ---- |
| 470  | ↘434 |

## Улицы
- ул. Зелёная,
- ул. Набережная,
- ул. Школьная.

## Инфраструктура
На въезде в село находится современный детский сад.